# Municipalità locale di Emfuleni
Emfuleni è una municipalità locale (in inglese Emfuleni Local Municipality) appartenente alla municipalità distrettuale di Sedibeng della provincia del Gauteng in Sudafrica. 
In base al censimento del 2001 la sua popolazione è di 658.424 abitanti.
La sede amministrativa e legislativa è la città di Vereeniging e il suo territorio si estende su una superficie di 966 km² ed è suddiviso in 43 circoscrizioni elettorali (wards). Il suo codice di distretto è GT421.

## Geografia fisica

### Confini
La municipalità locale di Emfuleni confina a nord e a ovest con quella di Westonaria (West Rand), a est con quella di Midvaal, a sud con quelle di Metsimaholo e Ngwathe (Fezile Dabi/Free State), a ovest con quella di Tlokwe (Dr Kenneth Kaunda/Nordovest) e a nord con il municipio metropolitano di Johannesburg.

### Città e comuni
- Boipatong
- Bophelong
- Emfuleni
- Evaton
- Lochvaal Barrage
- Orange Farm
- Patriotsfontein
- Sebokeng
- Sharpeville
- Tshepiso
- Vanderbijlpark
- Vereeniging
- Vlakplaas

### Fiumi
- Leeuspruit
- Rietspruit
- Taaibosspruit
- Vaal

### Dighe
- Leeukuil Dam